# Károly Grósz

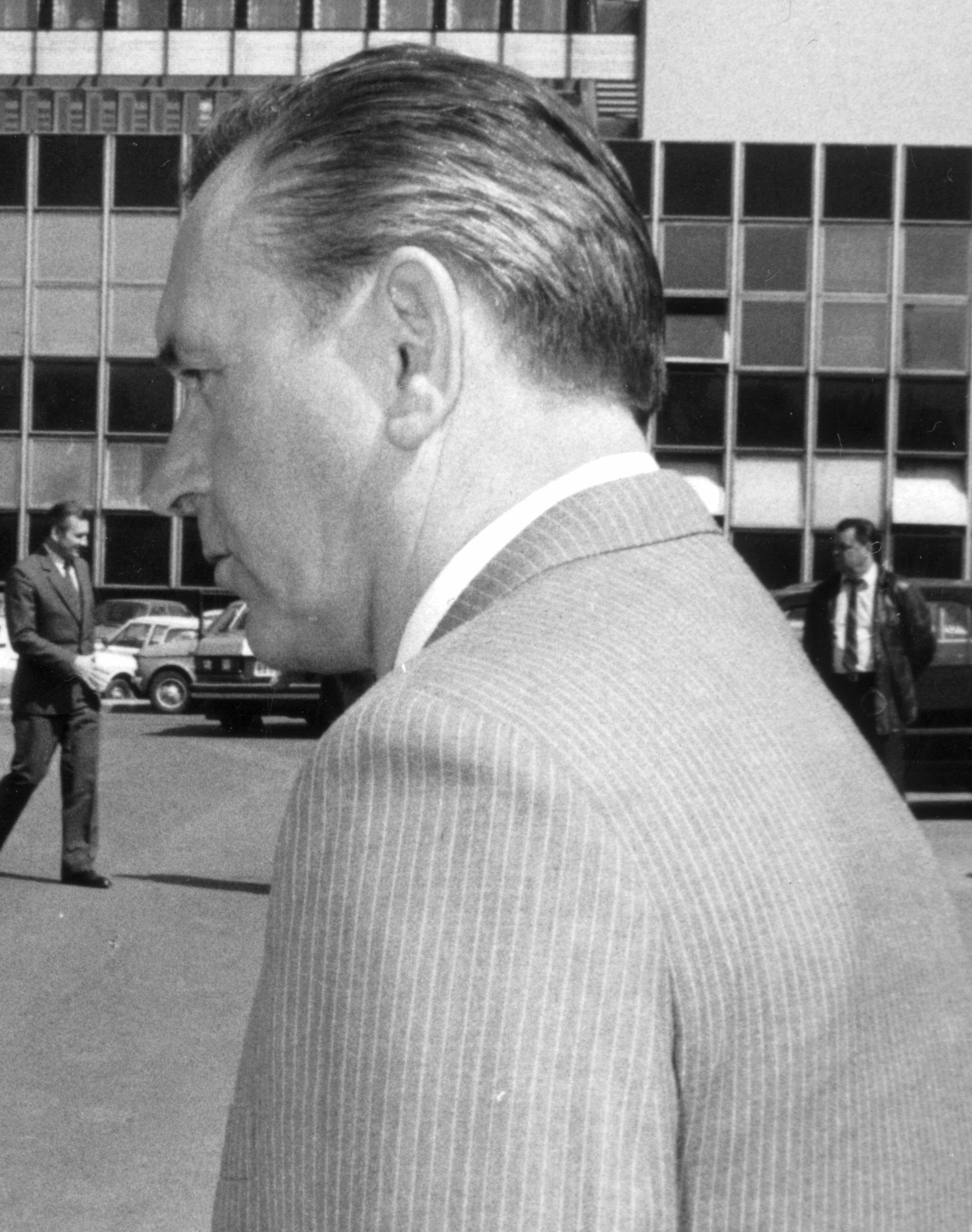
Károly Grósz

Károly Grósz [ˈkaːroj ˈɡroːs] (* 1. August 1930 in Miskolc, Ungarn; † 7. Januar 1996 in Gödöllő, Ungarn) war ein ungarischer kommunistischer Politiker, Ministerpräsident der Ungarischen Volksrepublik und Generalsekretär der Ungarischen Sozialistischen Arbeiterpartei (MSZMP).

## Aufstieg in der kommunistischen Partei
Der 1930 in Miskolc als Sohn einer Arbeiterfamilie (sein Vater war Metallarbeiter, seine Mutter slowakischer Nationalität) geborene Grósz absolvierte eine Ausbildung zum Drucker und trat schon als 15-Jähriger 1945 in die Ungarische Kommunistische Partei (MKP) ein. Nach deren Vereinigung mit der Sozialdemokratischen Partei zur Ungarischen Partei der Werktätigen (ungarisch: Magyar Dolgozók Pártja, MDP) 1948 bekleidete er bis 1950 das Amt des Bezirkssekretärs von Borsod-Abaúj-Zemplén des kommunistischen Jugendverbandes. In den darauffolgenden vier Jahren diente Grósz als Offizier. 1954 wurde er Leiter der Abteilung Agitation und Propaganda der Parteileitung seines Heimatbezirks Borsod-Abaúj-Zemplén, ab 1958 war er zudem Redakteur der Zeitung Észak-Magyarország. Nach Absolvierung der Parteihochschule wurde Grósz 1961 Mitarbeiter der ZK-Abteilung für Agitation und Propaganda. In den Jahren 1962 bis 1968 war er Sekretär der Parteiorganisation innerhalb des Ungarischen Radios und Fernsehens.
1968 wurde Grósz auf Vorschlag des damaligen Ersten Sekretärs der Ungarischen Sozialistischen Arbeiterpartei (ungarisch: Magyar Szocialista Munkáspárt, MSZMP), János Kádár, zunächst zum stellvertretenden Leiter der ZK-Abteilung für Agitation und Propaganda ernannt. Nach einer kurzen einjährigen Tätigkeit als Erster Sekretär der Parteileitung des Bezirks Fejér war er von 1974 bis 1979 Leiter dieser Abteilung. In diesem Amt oblag ihm unter anderem die politisch-ideologische Lenkung der Medien.
Sein schneller Aufstieg innerhalb der zentralen Parteileitung endete vorläufig 1979, angeblich nach Meinungsverschiedenheiten mit Kádár. In diesem Jahr wurde er Erster Sekretär der Parteileitung von Borsod-Abaúj-Zemplén. Auf dem 12. Parteitag der MSZMP im Jahr 1980 wurde Grósz zum Mitglied des Zentralkomitees der MSZMP gewählt. Spätestens ab 1984 fand er wieder die Unterstützung und Förderung durch Kádár, die ihre ersten Höhepunkte mit Grósz' Wahl zum Ersten Sekretär der Parteileitung von Budapest im Dezember 1984 und auf dem 13. Parteitag im März 1985 zum Mitglied des Politbüros des ZK der MSZMP fand. In dieser Position wurde Grósz zunehmend zum „Kronprinzen“ und designierten Nachfolger Kádárs.

## Ministerpräsident und Generalsekretär der MSZMP
Am 25. Juni 1987 wurde Grósz zum Ministerpräsidenten der Ungarischen Volksrepublik bestellt. Am 22. Mai 1988 schließlich wurde Grósz auf der Landeskonferenz der MSZMP zum neuen Generalsekretär der MSZMP und somit zum Nachfolger Kádárs gewählt, der diese Position seit dem Volksaufstand von 1956 innegehabt hatte.
Am 24. November 1988 folgte ihm Miklós Németh als Ministerpräsident. Im Gegensatz zu diesem und den anderen Vertretern des „Reform“-Flügels der MSZMP sprach sich Grósz als überzeugter Kommunist eindeutig und unmissverständlich für den Erhalt der sozialistischen Gesellschaftsordnung aus, welche durch Reformen verbessert und gestärkt, keinesfalls jedoch geschwächt oder gar abgeschafft werden sollte. Durch diese klare Haltung geriet Grósz ab Anfang 1989 in immer stärkeren Konflikt mit den auf eine Aufgabe des Sozialismus drängenden Kräften innerhalb und außerhalb der Partei sowie im Ausland. Grósz und seine Verbündeten wurden im Laufe des Jahres 1989 sukzessive marginalisiert. Im Juni 1989 wurde sein Amt als Generalsekretär der MSZMP durch die Schaffung eines – von drei ausgesprochenen Vertretern des „Reform“-Flügels dominierten – vierköpfigen Parteipräsidiums, dem er zunächst auch noch angehörte, abgewertet. Auf dem Parteitag im Oktober 1989 versuchte Grósz ein letztes Mal, die völlige Preisgabe des marxistisch-kommunistischen Charakters der MSZMP und ihre „Sozialdemokratisierung“ zu verhindern sowie die linken Kräfte innerhalb der Partei zu bündeln, blieb mit seinen Anträgen jedoch in der Minderheit. Durch Beschluss des Parteitags wurde die MSZMP anschließend in Ungarische Sozialistische Partei (ungarisch: Magyar Szocialista Párt, MSZP) umbenannt und näherte sich ideologisch den westeuropäischen sozialdemokratischen Parteien an. Diese Entscheidungen waren die auf dem Parteitag unterlegenen Kommunisten einschließlich Grósz nicht bereit mitzutragen, was die Frage nach dem weiteren Vorgehen virulent werden ließ.

## Mitbegründer der reorganisierten MSZMP und Förderer der kommunistischen Bewegung Ungarns
Nach kurzem Zögern über den angesichts der neuen Lage in Ungarn und den anderen sozialistischen Staaten Europas einzuschlagenden Weg widmete sich Grósz dann ab November 1989 mit großem Einsatz der Reorganisierung der kommunistischen Kräfte Ungarns und wurde so zu einem der prominentesten Mitbegründer und eifrigen Förderer der (im Rahmen ihres 14. Parteitags) im Dezember 1989 als kommunistischer, auf den Prinzipien des Marxismus und Leninismus fußender Partei erneuerten Ungarischen Sozialistischen Arbeiterpartei (MSZMP), deren erstem Zentralkomitee er angehörte. Durch eine schwere Erkrankung an einer aktiven Teilnahme am politischen Leben zunehmend gehindert, wirkte Grósz in seinen letzten Jahren als Berater und „Doyen“ der kommunistischen Bewegung Ungarns, bis er im Januar 1996 nur 65-jährig in Gödöllő verstarb.

## Veröffentlichungen
- Károly Grósz: Szocializmus és korszerűség. Nemzeti és történelmi felelősség, Kossuth, Budapest 1987 (386 Seiten)
- Károly Grósz: Eleven, mozgalmi pártot! Interjú Grósz Károllyal, az MSZMP főtitkárával, Kossuth, Budapest 1988 (29 Seiten)
- Károly Grósz: Kiállni a politikáért, tenni az országért! Grósz Károly beszéde a budapesti pártaktíván, 1988. november 29., Kossuth, Budapest 1988 (33 Seiten)
- Károly Grósz: Nemzeti összefogással a reformok sikeréért! Beszéd a Csongrád megyei pártértekezleten, 1988. december 10. Beszéd a Borsod megyei pártaktíván, 1988. december 16. Beszéd az MTESZ jubileumi ülésén, 1988. december 16., Kossuth, Budapest 1989 (57 Seiten)